# Heteroporcellana
Heteroporcellana is een geslacht van kreeftachtigen uit de klasse van de Malacostraca (hogere kreeftachtigen).

## Soort
- Heteroporcellana corbicola (Haig, 1960)